# پرتره (ماگریت)

پرتره (۱۹۳۵ میلادی) اثر نقاش بلژیکی رنه ماگریت (۱۸۹۸ - ۱۹۶۷ میلادی)

پرتره اثری است از نقاش فراواقع‌گرا (سوررئال ِ) بلژیکی، رنه ماگریت (۱۸۹۸ - ۱۹۶۷ میلادی) که در سال ۱۹۳۵ میلادی در بروکسل خلق شد.
در این طبیعت بی‌جان یک بطری، لیوان، چاقو، چنگال و بشقابی با یک برش کالباس و یک چشم بر روی آن نمایش داده شده‌است. این اثر نمونه‌ای کلاسیک از تکنیکی است که ماگریت را از سوررئالیست‌های دیگر جدا می‌کرد. نقاشانی مانند دالی و مکس ارنست معمولاً نمایشی رویایی و تحریف شده از اشکالی واقعی در ترکیب با اجسامی انتزاعی را ثبت می‌کردند اما ماگریت، بیشتر تصویری رئال از اشیایی معمولی را به وسیله مفهوم یا رابطه‌شان با یکدیگر، فرا واقعی می‌آفرید. در اینجا وجود یک چشم در میانه بشقاب که مستقیماً به بیننده خیره شده‌است، کار را در چهارچوب تعریف شده سوررئال قرار می‌دهد.
این اثر هم‌اکنون در اختیار «موزه هنرهای مدرن» نیویورک است.